# (38531) 1999 UF15
1999 UF15 (asteroide 38531) é um asteroide da cintura principal. Possui uma excentricidade de 0.14579530 e uma inclinação de 14.39345º.
Este asteroide foi descoberto no dia 29 de outubro de 1999 por CSS em Catalina.